# Loughborough University

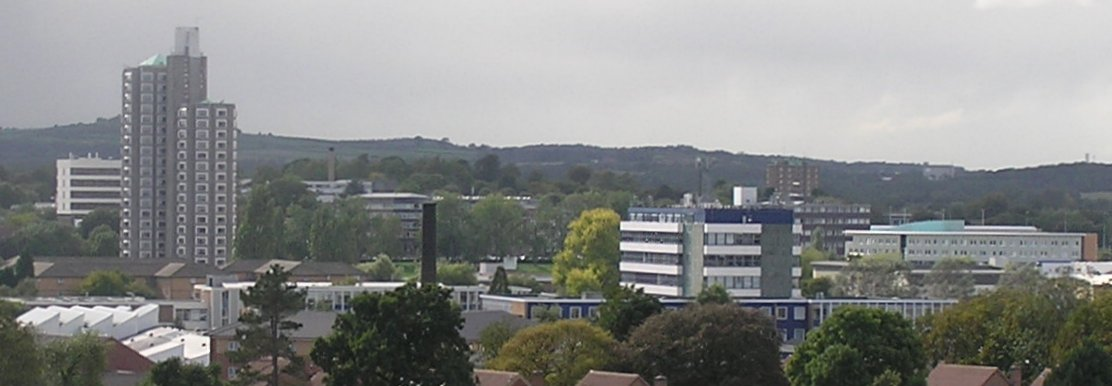
Loughborough University från Carillon.

Loughborough University är ett universitet grundat 1909 i Loughborough i Leicestershire i Storbritannien. Antalet studenter vid universitetet, vilket är av campustyp, är ca 14 000. Universitetet rankades som det sjätte bästa i Storbritannien av The Times Good University Guide 2007.